# Tour de Bolivie
Le Tour de Bolivie (en espagnol : Vuelta a Bolivia) est une course cycliste par étapes disputée en Bolivie. Sa première édition a eu lieu en novembre 2008. Il fait partie de l'UCI America Tour, en catégorie 2.2.
La course est créée en remplacement du Doble Copacabana Grand Prix Fides.

## Palmarès
| Année | Vainqueur        | Deuxième          | Troisième     |
| ----- | ---------------- | ----------------- | ------------- |
| 2008  | Fernando Camargo | Óscar Soliz       | Álvaro Sierra |
| 2009  | Gregorio Ladino  | Óscar Soliz       | Juan Cotumba  |
| 2010  | Óscar Soliz      | Carlos Gálviz     | Byron Guamá   |
| 2011  | Juan Cotumba     | Segundo Navarrete | Maky Román    |
| 2012  | Maky Román       | Mauricio Ardila   | Gilver Zurita |
| 2013  | Salvador Moreno  | Óscar Soliz       | John Martínez |